# استامشو
استامشو (به سوئدی: Stamsjö) یک منطقهٔ مسکونی در سوئد است که در بخش لیروم واقع شده‌است. استامشو ۰٫۲۷ کیلومتر مربع مساحت و ۴۰۸ نفر جمعیت دارد.